# 장흥 방촌리 석장승
장흥 방촌리 석장승(長興 傍村里 石長栍)은 대한민국 전라남도 장흥군 관산읍 방촌리에 있는 조선시대의 석장승이다. 2013년 6월 14일 대한민국의 국가민속문화재 제275호로 지정되었다.

## 개요
장흥 방촌리 석장승은 관산읍에서 방촌으로 넘어가는 23번 국도변 양쪽에 서 있는 2기의 장승으로 고려말에 건립한 성문장승이라는 설과 조선시대 후기(17~18세기)에 창궐한 천연두를 퇴치하고자 세웠다는 설이 있으며, 현재에도 마을에서 매년 정월 대보름에 동제인 별신제의 신격으로서 마을 수호의 기능을 하는 흔치 않는 사례라는 점에서 역사적, 학술적 가치가 있다.

## 같이 보기
- 장승

## 참고 자료
- 장흥 방촌리 석장승 - 국가유산청 국가유산포털